# Las aventuras de Don Quijote
Las aventuras de Don Quijote és una pel·lícula espanyola de dibuixos animats dirigida per Antonio Zurera el 2010 i basada en el cèlebre llibre de Cervantes El Quixot. Ha estat produïda per l'empresa cordovesa M5 Audiovisual i Milímetros amb la col·laboració de Canal Sur, que ha aportat 623.000 euros al pressupost.

## Sinopsi
Las aventuras de Don Quijote narra les peripècies d'un petit ratolí que viu amb la seva família a la casa de l'escriptor don Miguel de Cervantes, un prestigiós escriptor abstret en la seva pròxima novel·la: L'enginyós gentilhome El Quixot de la Manxa. Cada nit, papà ratolí llegeix als seus fills els relats que Don Miguel escriu, transformant la història real per als seus petits ratolins en una genial rondalla sobre un linx que marxa amb el seu millor amic per tal de convertir-se en cavaller i lluitar per la veritat, la tolerància i el respecte als altres. És concebuda com una rondalla que alliçona sobre la vida amb sentit de l'humor per a permetre que els nens trobin el seu propi món.

## Premis i nominacions
El 2011 fou nominada al Goya a la millor pel·lícula d'animació.